# سربانس وانک
سربانس وانک (ارمنی: եկեղեցի؛ انگلیسی: Srbanes Vank) یک صومعه متعلق به کلیسای حواری ارمنی واقع در شهر آردوی، استان لوری ارمنستان می‌باشد. ساخت و ساز این ساختمان در سده ۸ام میلادی؛ به پایان رسید. این بنا به سبک معماری ارمنی طراحی شده است.

## نگارخانه

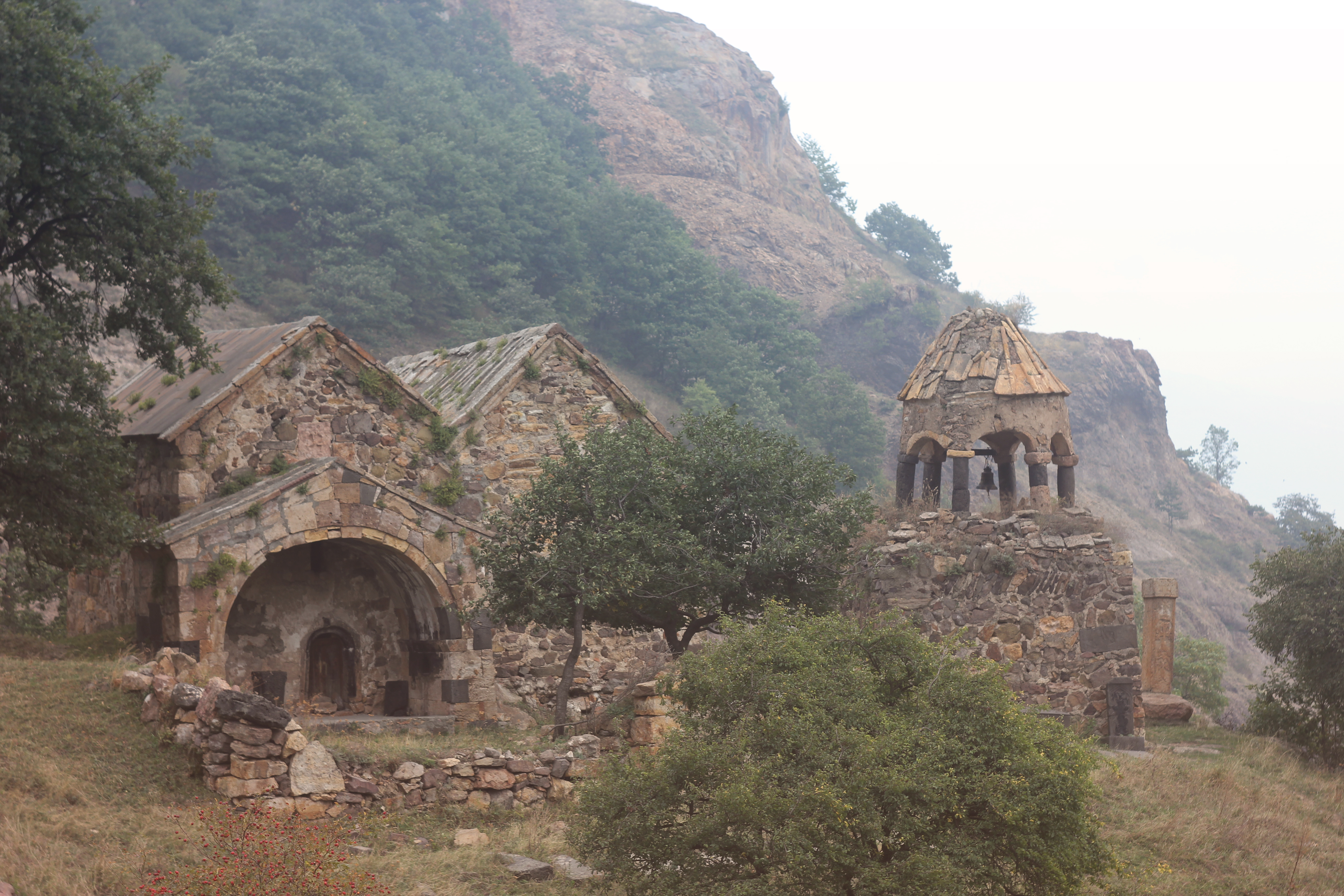
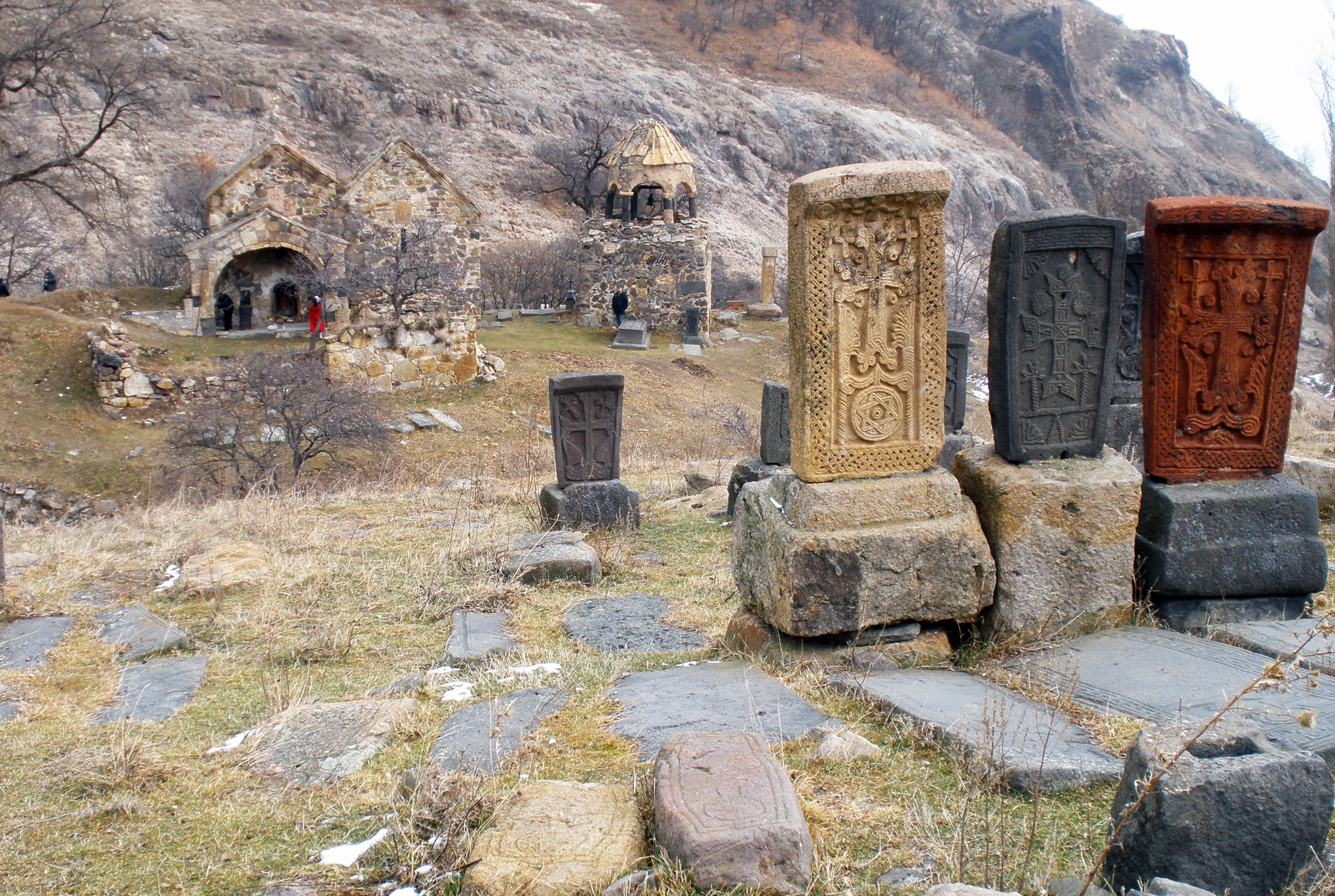
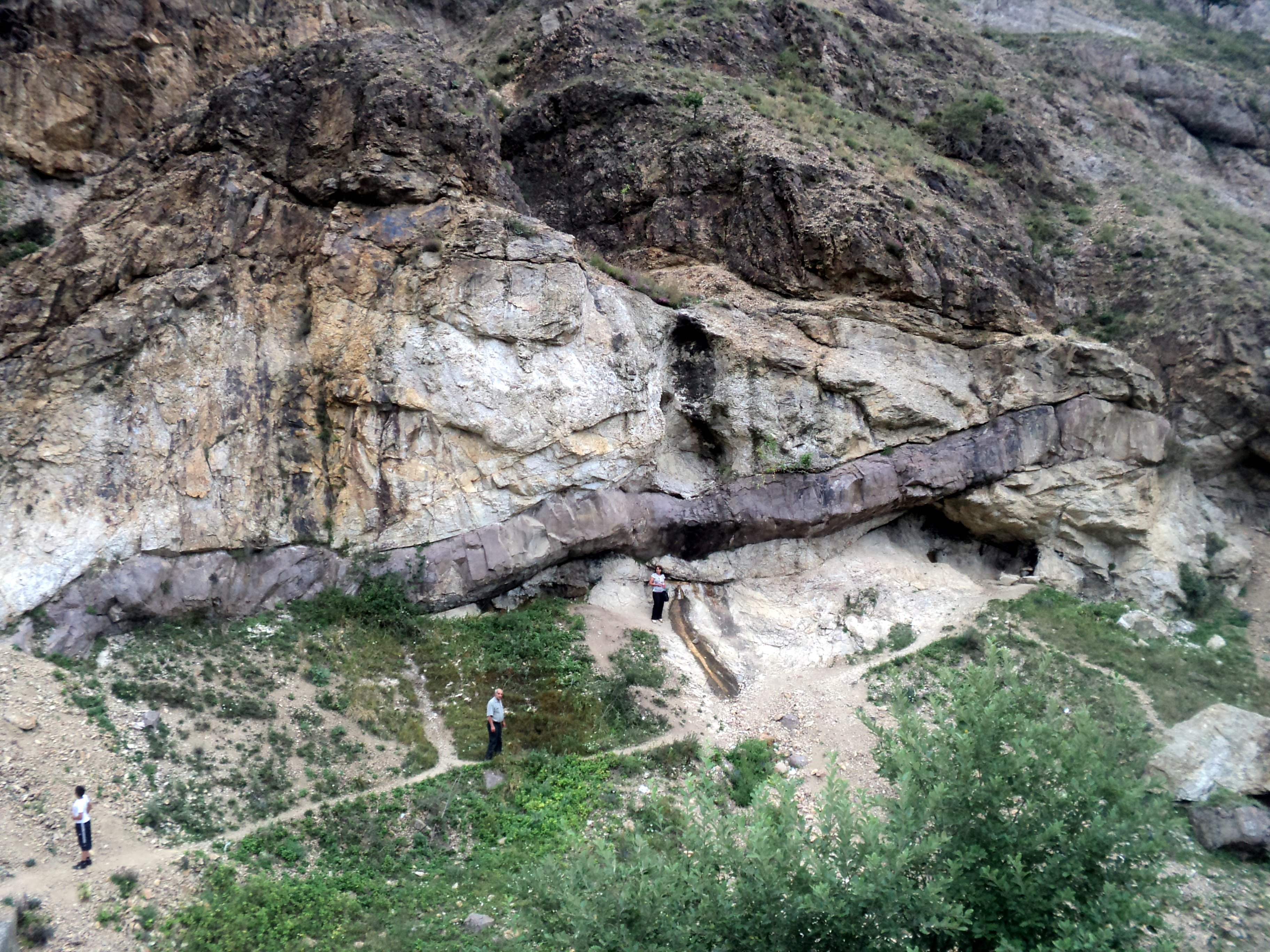